# VY Гидры
VY Гидры (лат. VY Hydrae), HD 89639 — двойная затменная переменная звезда типа Алголя (EA)* в созвездии Гидры на расстоянии приблизительно 905 световых лет (около 277 парсек) от Солнца. Фотографическая звёздная величина звезды — от +11,3m до +9m. Орбитальный период — около 2,0012 суток. Возраст звезды определён как около 1,446 млрд лет.
Открыта Куно Хофмейстером в 1932 году*.

## Характеристики
Первый компонент — белая звезда спектрального класса A3, или A8-9V. Масса — около 1,754 солнечной, радиус — около 2,03 солнечного, светимость — около 13,1 солнечной. Эффективная температура — около 7518 K.
Второй компонент — жёлто-белая звезда спектрального класса G4IV, или F6. Масса — около 1,2 солнечной, радиус — около 1,28 солнечного, светимость — около 2,51 солнечной. Эффективная температура — около 6419 K.